# 厳復

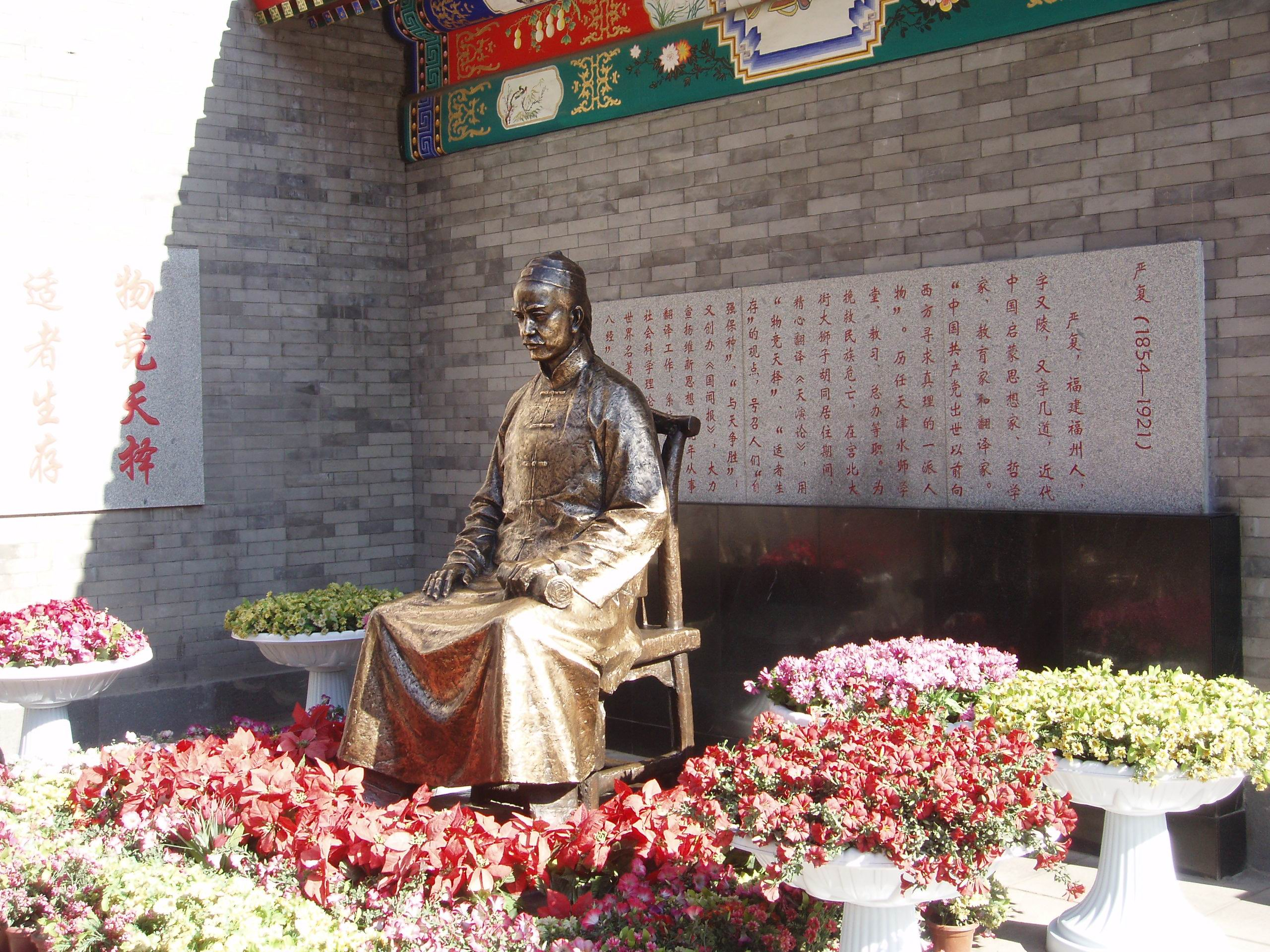
天津の厳復像

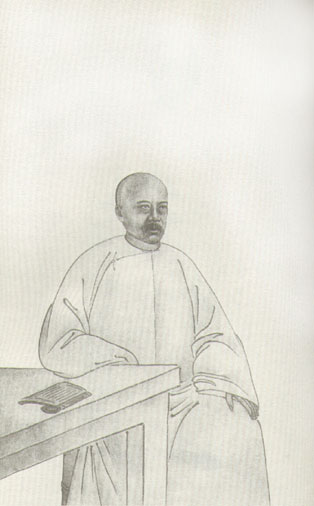
厳復の肖像画（『清代学者象伝』）

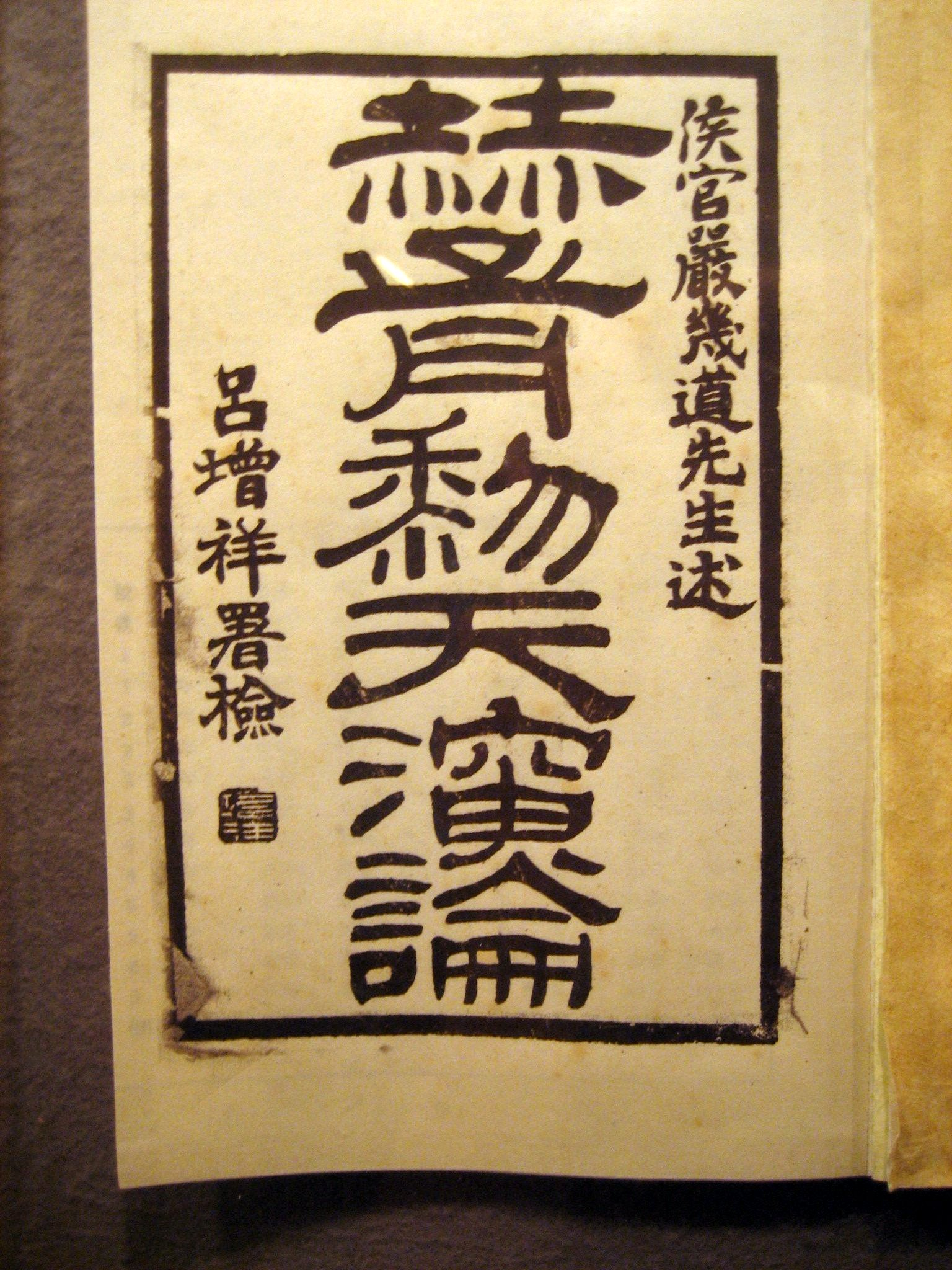
厳復訳『天演論』

厳 復（げん ふく／げん ぷく）は、清末民初に活躍した啓蒙思想家・翻訳家。字は又陵(ゆうりょう)、のち幾道(きどう)。号は観我生室主人、愈壄(ゆや)老人など。

## 生涯
代々医者を家業とする一族に生まれ、幼少より科挙合格のための教育を受けた。しかし父の病死の後に家が没落したため、科挙受験を断念し左宗棠や沈葆楨が創設した福州船政学堂に学んだ。この学校は海軍の人材育成のために設けられたもので、当時推進されていた洋務運動の成果の一つであった。伝統的な教育を離れ、この西洋教育（英語・数学・物理学等）を受けたことが厳復の将来を決定付けることになる。
1877年には最初の留学生の一人として渡英し、1879年までポーツマス海軍大学で軍事学を学んだ。イギリスにおいて厳復は単に軍事関係の知識を吸収しただけではなく、広く西欧の文化・思想を吸収し、それに深く感銘を受けたという。そしてそのことが後の思想・行動に決定的な影響を与えることになる。すなわち上で少し触れた洋務運動は「中体西用」―中国に軍事・産業に関する知識は導入することは是とするが、哲学・思想・文化にあっては中国的伝統を固持しようとする思想―を旨としていたが、そのような皮相な西欧理解と小手先の改革では清朝の現状を打破することはできない、と厳復は考えるにいたる。
帰国後、1880年に李鴻章が天津に創設した北洋水師学堂に招かれて総教習となり、以後二十年間その職にあった。しかし1894年から翌年にかけて戦われた日清戦争での敗北は、洋務運動の限界を露呈するものであった。この時に際し、厳復は『直報』紙上に「論世変之亟」、「原強」などを発表し、啓蒙活動を本格的に開始する。発表されたものはどれも西欧の体験から中国の政治や思想を厳に批判し、その政治的・知的怠惰が現状の苦境を招いたと主張し大いに注目を集めた。
1898年、代表的訳書『天演論』を出版。この書は中国における最初の社会進化論紹介であり、まさしく清末において一世を風靡した。タイトルにおける「天演」とは‘evolution’の訳語であって、本そのものはトマス・ヘンリー・ハクスリーの『進化と倫理』を訳し、それに厳復自身のコメントを付したものである。ただ厳復のコメントはハクスリーとは意見を異にするハーバート・スペンサーの立場にたったものであり、ハクスリーに批判的な言辞が多く見られる。厳復の翻訳は桐城派という古雅な文体に則って為されたために非常に難解であったにもかかわらず、『天演論』の与えた影響は非常に大きかった。現在当たり前となっている発展史観を清末に広めたのは、まさにこの書の影響である。清末の人々は西欧列強や明治日本によって滅亡の危機にさらされているという意識が濃厚であったが、『天演論』はその意識に簡単に理解できる社会進化論という理論を与えた。そのため書中の「優勝劣敗」・「適者生存」といったことばは流行語ともなった。また同時期活躍した康有為や梁啓超の思想に決定的な影響を与えたことをはじめ、胡適などは「適者生存」にちなんで改名するなど清末における厳復の影響は無視できない。

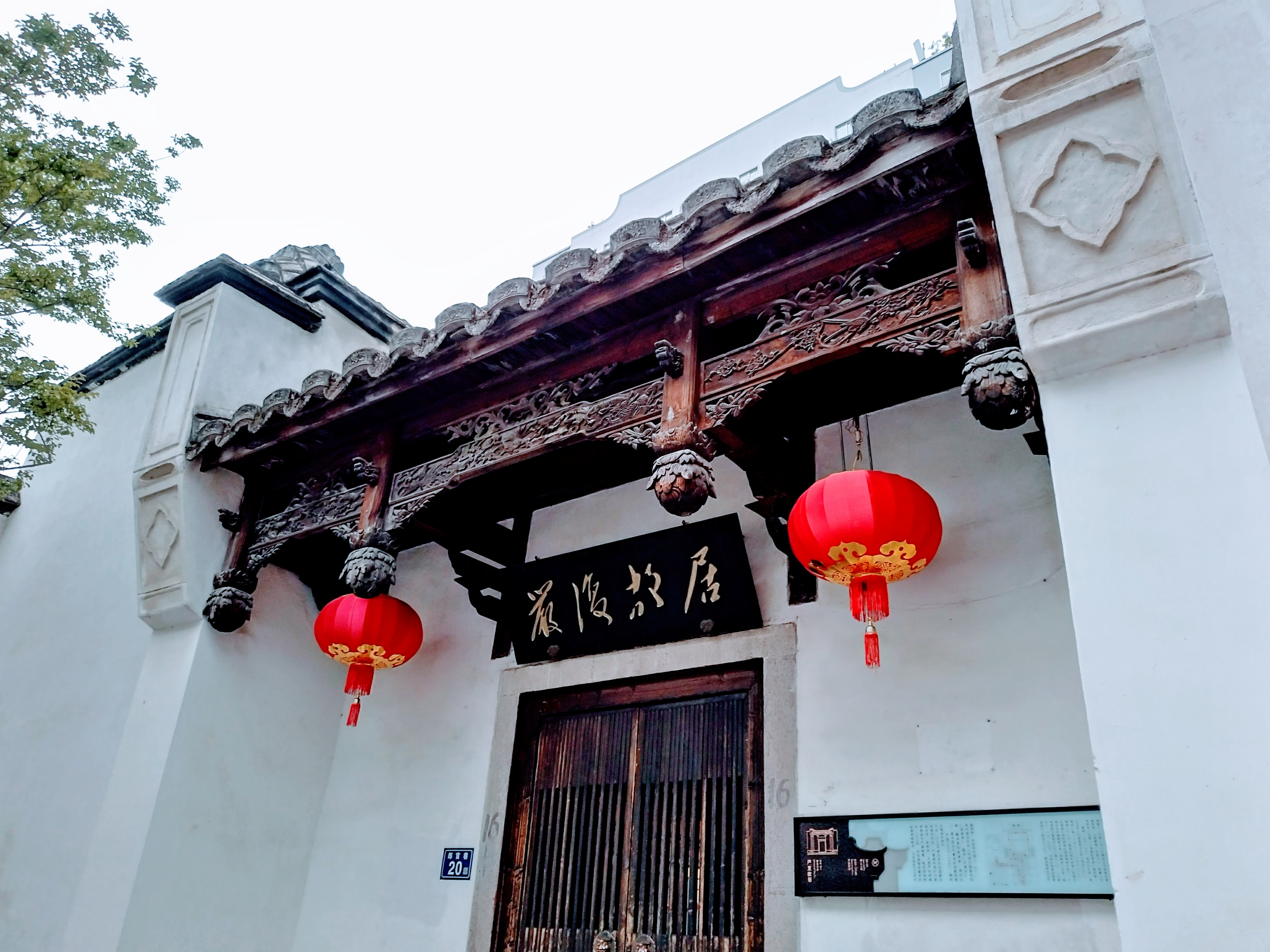
厳復元邸

1905年、復旦公学（後の復旦大学）の設立に参加、1906年から1907年まで二代目学長を務める。その後北京大学学長も務めるが、辛亥革命の後、孔子崇拝の提唱や袁世凱の帝制運動への参加によって保守派のレッテルを貼られ、失意のうちに晩年を迎えた。

## 主要訳著
- 『天演論』

陝西味経售書処1895年重刊。ハクスリー著『進化と倫理』（Evolution and ethics）の翻訳。
- 『天演論』岩波文庫、2025年3月。坂元ひろ子・高柳信夫 監訳。日本語版

- 『原富』

上海南洋公学訳書院1902年刊。アダム・スミス著『諸国民の富』（An inquiry into the nature and causes of the wealth of nations）の翻訳。
- 『群学肄言』

上海文明編訳書局1903年4月出版。ハーバート・スペンサー著『社会学研究』（The Study of Sociology）の翻訳。
- 『群己権界論』

上海商務印書館1903年9月出版。ジョン・スチュアート・ミル著『自由論』（On liberty）の翻訳。
- 『社会通銓』

上海商務印書館1904年1月出版。エドワード・ジェンクス(Edward Jenks)著『政治史概説』（A History of Politics）の翻訳。
- 『穆勒名学』

南京金粟斎出版1905年出版。ジョン・スチュアート・ミル著『論理学体系』（A System of Logic, Ratiocinative and Inductive）の翻訳。
- 『法意』

商務印書館1909年出版。モンテスキュー著『法の精神』（L'esprit des lois）の翻訳。

## 関連文献
- 永田圭介『厳復 富国強兵に挑んだ清末思想家』東方書店〈東方選書〉、2011年、ISBN 978-4497211132